# レミー (ストリートファイター)
レミー（Remy）は、カプコンの対戦型格闘ゲーム『ストリートファイターIII 3rd STRIKE』に登場する架空の人物。担当声優は関口英司。

## キャラクターの設定
フランス出身の青年。他の屈強なストリートファイターたちと比較してかなり細い身体をしている。長い銀髪の美男子であるが、目つきは鋭く険しい。"Ω" マークの入った黒い革ジャケット、赤いズボンを着用している。脚技を主体とするフランスの格闘技サバットを使いこなす。
格闘家であった父が家庭を顧みなかったために家庭が崩壊し、その父に対する憎しみを募らせるうち、いつしか「格闘家」という存在そのものを憎むようになった。戦いに臨む際には敵意を剥き出しにした言葉を吐き、相手を打ち負かすと格闘家を野蛮であると蔑み嘲笑う。
父への反発と同時に、既に故人である姉には特別な執着を抱いている。レミーは姉の遺体を氷漬けにし、ビスケー湾にある海底の洞窟に沈めて美しいままの姿で保存している。
格闘家を憎む一方で、レミー自身も狂気に駆られる自分に苦悩する様が、勝利後のポーズやセリフに現れている。戦いや争いを否定するレミーが戦いによって格闘家を倒している矛盾をユンに指摘されもしている。エンディングの描写では、過ちに気づき、憎しみから解放される様子が見られる。
端的に言えば「ひねくれ者」であり、美しい容姿を持ちながらその性格が全てをダメにしていると、いぶきから評されている。
『ストリートファイターV』には未登場だが、公式ホームページの「シャドルー格闘家研究所」の「キャラ図鑑」にて個別データが設定されている。

## ゲーム上の特徴
『ストリートファイターII』シリーズのガイルに似た、溜めコマンドの必殺技として飛び道具と対空の宙返り蹴りを備えるキャラクター。しかしガイルやナッシュと異なり、攻撃・防御力とも低い部類に入る。特にスタンゲージの長さは豪鬼と並んで全キャラクター中最低である。通常技はリーチが長く性能の良いものが多いが、しゃがみ中キックなどはヒットガード問わず隙が大きい。
必殺技は高性能なものが揃っており、隙の少ない飛び道具などで相手を続けざまに攻め立てたり、また相手に攻められそうになれば飛び道具で追い返したり性能の良いダッシュで逃げたりと攻守共にペースを握りやすい。ただし、大ダメージを与える手段に乏しいので、慎重にダメージを積み重ねていくことになる。
必殺技のコマンドは溜めだが、スーパーアーツ（SA）のみ全て通常のコマンドで発動可能。この点はガイルやナッシュとは決定的に異なる。

## 技の解説
通常技を含め、全ての技名にはフランス語が添えられている。

### 通常技
ジャンプ状態の垂斜の区別はない。
| 操作     | 立ち（近距離）             | 立ち（遠距離）                   | しゃがみ                       | ジャンプ                   |
| -------- | -------------------------- | -------------------------------- | ------------------------------ | -------------------------- |
| 弱パンチ | エーヌの吐息               | 一握りのフィエルテ               | 怯える肌に触れるペシェ         | 癒されぬヴァン             |
| 中パンチ | ピティエすら届かずに       | 残酷なキュリオジテ               | アンテルメッゾは語らない       | 癒されぬヴァン             |
| 強パンチ | 砕け、偽りのパラディを     | 謳（うた）え、消えゆくリベルテに | 抗え、昏（くら）きファタリテに | 銀と真紅のアルカンシェル   |
| 弱キック | 夢魔のエジタシオン         | 夜明けのブリュイ・ド・パ         | 氷点下に響くヴォワ             | 誘惑（いざな）いのヴァーグ |
| 中キック | 夢魔のエジタシオン         | 遠すぎるオリゾン                 | 踏みしだかれたレーヴ           | 凍てつく心のラルム         |
| 強キック | ミザン・セーヌは冷ややかに | 23:00のアルモニー                | ターブル・ロンドに描く愛       | 墓守の名はクーラン・マラン |

### 投げ技
ヴァルスのように狂おしく
相手を掴むと連続攻撃を叩き込むニュートラル投げ。「ヴァルス」は「ワルツ」を意味する。相手を高く浮かせるため、画面端では追撃が出来る。
眠りを乱すコントゥール
相手を掴むと蹴り倒すレバー入力投げ。「コントゥール」は「輪郭」を意味する。画面端に追い詰められている時は、こちらを使って位置を入れ替える場合が多い。また技単体の威力は、こちらの方が高い。

### 特殊技
あまりに無垢なエギーユ
しゃがみガード不可の踏み付け攻撃。「エギーユ」は「針」を意味する。発生が遅く、ヒットかガードを問わず不利になる。

### ターゲットコンボ
近距離立ち中キック→立ち強キック
レミー唯一のターゲットコンボ。

### 必殺技
ヴェルテュの残光・オット、ヴェルテュの残光・バス
水平に回転する小さな鎌のようなエネルギー弾を投げ放つ。「ヴェルテュ」は「美徳」を意味する。「オット」は「上」を、「バス」は「下」を意味し、それぞれ上段と下段に弾を発射する。
「オット」は隙が小さく、ほとんどのしゃがんだ相手に当たらない。「バス」は「オット」より隙が大きく、しゃがみガードでないと防げない。EX必殺技として使用すると、「オット」・「バス」ともに波状の軌道を描く弾を2発発射する。
「オット」と「バス」は1発ずつであれば同時に画面に存在でき、「溜め分割」という特殊な操作を行うことで「オット」と「バス」を交互に連続発射する「ソニックマシンガン」と呼ばれるテクニックがある。
マ・シェリの悲哀
両足を揃えて宙返りしつつ、三日月状の残像をともなう蹴りを放つ対空技。「マ・シェリ」は「愛しの君」を意味する。『ストIII』ではブロッキングの存在のために単体では信頼性の高い対空技とは言えず、他の対空通常技と織り交ぜて使用するなど工夫する必要がある。
EX版は2段ヒットするため、意識していないとブロッキングしづらく、また長い無敵時間を持つため、ダウン状態から起きあがる際を攻められたときの切り返しに向く。
冷たく蒼いルグレ
飛び上がって急角度の飛び蹴りを放つ突進技。「ルグレ」は「悔恨」を意味する。主に「オット」や「バス」を追いかける際や牽制に使用する。弱中強の順に飛び上がる高さと距離が増し、強は相手の放った飛び道具を飛び越えることもできる。
EX版は多段ヒットする。

### スーパーアーツ
SA1・憤怒のシュペルノーヴァ
- ストック数(3rd-2) ゲージの長さ(3rd-104) （単位：ドット）

「ヴェルテュの残光」を七発連続発射する。「シュペルノーヴァ」は「超新星」を意味する。
威力はあまり高くはないが、ガードされてもレミー側が有利となるノーリスクなSA。飛び道具を飛び越えてきた相手への対空技としても機能する。一部のしゃがんだ相手には1発目がヒットしないという欠点がある。
SA2・ヴィエルジュに安息を
- ストック数(3rd-2) ゲージの長さ(3rd-120)

「マ・シェリの悲哀」を三連発する。「ヴィエルジュ」は「聖母」を意味する（乙女・おとめ座という意味にもなる）。
前述のシュペルノーヴァとは逆に、ガードされると隙が非常に大きくハイリスクだが、威力の高いSA。相手の隙に連続技で確実にダメージを与えるという用途ではこちらが勝る。
SA3・傷心のノクテュルヌ
- ストック数(3rd-1) ゲージの長さ(3rd-80)

コマンドを入力すると片足を上げて構え、ここに投げと飛び道具以外の攻撃が当たるとカウンターが発動し連続攻撃を叩き込む技。「ノクテュルヌ」は「夜想曲」を意味する。

## その他
- 『ストリートファイターIII 3rd STRIKE』の小冊子「シークレットファイル」によると当初は存在しなかったキャラクターだが、追加キャラクター4人を並べたところ、「線の細い美形がいない」ということで急遽追加された。
- 『SNK VS. CAPCOM 激突カードファイターズ』全シリーズ（トレーディングカードゲーム版も含む）ではプレイヤーキャラクターカードとして登場している。